# Palomar Planet Crossing Asteroid Survey
| Asteroidi scoperti: 20 | Asteroidi scoperti: 20 | Asteroidi scoperti: 20 |
| ---------------------- | ---------------------- | ---------------------- |
| (7029) 1993 XT2        | 14 dicembre 1993       |                        |
| (9072) 1993 RX3        | 12 settembre 1993      |                        |
| (9078) 1994 PB2        | 9 agosto 1994          |                        |
| (10363) 1994 UP11      | 31 ottobre 1994        |                        |
| (10564) 1993 XQ2       | 14 dicembre 1993       |                        |
| (13594) 1994 PC2       | 9 agosto 1994          |                        |
| (14476) 1993 XW2       | 14 dicembre 1993       |                        |
| (14912) 1993 RP3       | 12 settembre 1993      |                        |
| (15344) 1994 PA2       | 9 agosto 1994          |                        |
| (18435) 1994 GW10      | 14 aprile 1994         |                        |
| (18436) 1994 GY10      | 14 aprile 1994         |                        |
| (24781) 1993 RU3       | 12 settembre 1993      |                        |
| (24797) 1994 PD2       | 9 agosto 1994          |                        |
| (24798) 1994 PF2       | 9 agosto 1994          |                        |
| (26868) 1993 RS3       | 12 settembre 1993      |                        |
| (37671) 1994 UY11      | 31 ottobre 1994        |                        |
| (39620) 1994 PE2       | 9 agosto 1994          |                        |
| (46623) 1994 GV10      | 14 aprile 1994         |                        |
| (52418) 1994 GX10      | 14 aprile 1994         |                        |
| (120503) 1993 RW3      | 12 settembre 1993      |                        |

Il Palomar Planet Crossing Asteroid Survey (PCAS) è stato un programma di ricerca iniziato da Eleanor F. Helin e Eugene M. Shoemaker nel 1973.
Il programma ha portato alla scoperta di diverse migliaia di asteroidi, di tutti i tipi, inclusi molti Asteroidi near-Earth (NEA), oltre 200 oggetti con alta inclinazione e altri con orbita rara o unica. 
Il programma ha anche scoperto 17 comete.
Il PCAS ha funzionato per circa 25 anni, fino al 1995; il suo successore è stato il programma Near Earth Asteroid Tracking (NEAT).
Il Minor Planet Center accredita direttamente al programma la scoperta tra il 1993 e il 1994 di 20 asteroidi.